# Zehntneria
Zehntneria é um género de bicho-pau pertencente à família Diapheromeridae.
As espécies deste género podem ser encontradas na África do Sul.
Espécies:
- Zehntneria desciscens Brunner von Wattenwyl, 1907
- Zehntneria mystica Brunner von Wattenwyl, 1907
- Zehntneria secundaria Brunner von Wattenwyl, 1907